# Wapen van Zuid-Polsbroek

Het wapen van de gemeente Zuid-Polsbroek

Het wapen van Zuid-Polsbroek werd op 24 december 1817 per besluit van de Hoge Raad van Adel bij de toenmalige Utrechtse gemeente Zuid-Polsbroek in gebruik erkend. De gemeente is op 8 september 1857 opgegaan in de gemeente Polsbroek, waarna het wapen van Zuid-Polsbroek is komen te vervallen.

## Blazoenering
De blazoenering van het wapen luidt als volgt:
Van keel beladen met 3 kussens van zilver, geplaatst 2 en 1, verzeld en chef van de letter P, mede van zilver.
Het wapen is geheel rood van kleur met daarop drie zilveren kussens. De kussens lijken op ruiten met op elke punt een bol. Twee van de drie kussens zijn naast elkaar bovenin in het schild geplaatst en een onderin. Tussen de bovenste twee, in het schildhoofd (en chef), is een zilveren P geplaatst.

## Symboliek
Het wapen is zeer waarschijnlijk afkomstig van het wapen van de familie Van Vliet, hierdoor is het wapen dan ook vrijwel gelijk aan dat van de Zuid-Hollandse plaats Vliet. Hierbij is wel een kanttekening: de familie voerde geknopte ruiten, geen kussens.

## Overeenkomstige wapens
Het wapen komt op historische gronden overeen met de volgende wapens:

Het wapen van Vliet

Abcoude
· Abcoude-Baambrugge
· Abcoude-Proostdij
· Achttienhoven
· Amerongen
· Benschop
· Breukelen
· Breukelen-Nijenrode
· Breukelen-Sint Pieters
· Bunnik
· Cothen
· Darthuizen
· De Vuursche
· Doorn
· Driebergen
· Driebergen-Rijsenburg
· Everdingen
· Haarzuilens
· Hagestein
· Harmelen
· Hoenkoop
· Hoogland
· Houten
· Indijk
· Jaarsveld
· Jutphaas
· Kamerik
· Kockengen
· Langbroek
· Leersum
· Linschoten
· Loenen
· Loenersloot
· Loosdrecht
· Maarn
· Maarssen
· Maarsseveen
· Maartensdijk
· Mijdrecht
· Nigtevecht
· Noord-Polsbroek
· Odijk
· Oudenrijn
· Polsbroek
· Rijsenburg
· Ruwiel
· Schalkwijk
· Snelrewaard
· Sterkenburg
· Stoutenburg
· Tienhoven
· Vianen 
· Vinkeveen
· Vinkeveen en Waverveen
· Vleuten
· Vleuten-De Meern
· Vreeland
· Vreeswijk
· Waarder
· Waverveen
· Werkhoven
· Westbroek
· Willeskop
· Willige Langerak
· Wilnis
· Zegveld
· Zuilen
· Zuid-Polsbroek